# Рамон, Си Джей
Кристофер Джозеф Уорд (англ. Christopher Joseph Ward; р. 8 октября 1965, Нью-Йорк), более известный как Си Джей Рамон (англ. C. J. Ramone) — американский музыкант, бас-гитарист группы Ramones с 1989 по 1996 год.

## Биография
Кристофер Джозеф Уорд родился на острове Лонг-Айленд в Нью-Йорке. До вступления в Ramones Уорд служил в Корпусе морской пехоты США. В 1989 году Уорд уволился из армии и был приглашён в Ramones, где заменил Ди Ди Рамона. После распада группы в 1996 году Уорд сосредоточился на группе Los Gusanos, которая была создана им в 1992 году. В 2000 году организовал группу Warm Jets, которая позже была переименована в Bad Chopper.